# Лысовка (Новосанжарский район)
Лысовка (укр. Лисівка) — село, Пологовский сельский совет, Новосанжарский район, Полтавская область, Украина.
Код КОАТУУ — 5323484404. Население по переписи 2001 года составляло 92 человека.

## Географическое положение
Село Лысовка находится в 1,5 км от правого берега реки Кустолово, на расстоянии в 0,5 км расположено село Кустолово-Суходолка. По селу протекает пересыхающий ручей с запрудой.

## Известные жители и уроженцы
- Бровко, Елена Кузьминична (1917—2000) — Герой Социалистического Труда.
- Демченко, Мария Николаевна (1902—1978) — Герой Социалистического Труда.
- Дранко, Мария Родионовна (1903—1985) — Герой Социалистического Труда.
- Крупка, Илья Захарович (1904—1970) — Герой Социалистического Труда.